# Lijst van voetbalinterlands Amerikaanse Maagdeneilanden - Dominicaanse Republiek
Deze lijst van voetbalinterlands is een overzicht van alle officiële voetbalwedstrijden tussen de nationale teams van de Amerikaanse Maagdeneilanden en de Dominicaanse Republiek. De landen speelden tot op heden drie keer tegen elkaar. De eerste ontmoeting was een kwalificatiewedstrijd voor de CONCACAF Gold Cup 2003 op 16 augustus 2002 in Santo Domingo. Het laatste duel, een kwalificatiewedstrijd voor de Caribbean Cup 2007, vond plaats op 1 oktober 2006 in Charlotte Amalie.

## Wedstrijden
| № | Plaats           | Datum            | Competitie                          | Wedstrijd                   | Uitslag |
| - | ---------------- | ---------------- | ----------------------------------- | --------------------------- | ------- |
| 1 | Santo Domingo    | 16 augustus 2002 | CONCACAF Gold Cup 2003 kwalificatie | Dom. Rep. − Am. Maagdeneil. | 6 − 1   |
| 2 | Santo Domingo    | 18 augustus 2002 | CONCACAF Gold Cup 2003 kwalificatie | Dom. Rep. − Am. Maagdeneil. | 5 − 1   |
| 3 | Charlotte Amalie | 1 oktober 2006   | Caribbean Cup 2007 kwalificatie     | Dom. Rep. − Am. Maagdeneil. | 6 − 1   |

## Samenvatting
| Competitie                     | Totaal gespeeld | Winst Am. Maagdeneil. | Gelijk | Winst Dom. Rep. | Doelsaldo Am. Maagdeneil. – Dom. Rep. |
| ------------------------------ | --------------- | --------------------- | ------ | --------------- | ------------------------------------- |
| CONCACAF Gold Cup-kwalificatie | 2               | 0                     | 0      | 2               | 2 − 11                                |
| Caribbean Cup-kwalificatie     | 1               | 0                     | 0      | 1               | 1 − 6                                 |
| Totaal                         | 3               | 0                     | 0      | 3               | 3 − 17                                |

Wedstrijden bepaald door strafschoppen worden, in lijn met de FIFA, als een gelijkspel gerekend.